# Akademie der media
Die Akademie der media ist eine berufliche Schule in freier Trägerschaft. Als Träger fungiert die  media GmbH, Stuttgart. Die 1993 gegründete eigenständige Bildungseinrichtung bietet Studiengänge, Ausbildungsgänge und Weiterbildungen in den Bereichen Medien, Wirtschaft und CAD an.

## Abteilungen
Die Akademie der media gliedert sich in die private Berufsfachschule für Design und TV-Produktion (Status: staatlich angezeigte Berufsfachschule) und zum anderen in die Studienakademie der Hochschule Mittweida. Als akkreditierte Studieneinrichtung der Hochschule Mittweida, University of Applied Science, bietet die Akademie Bachelorstudiengänge im DHS-Modell (Dezentrale Hochschule) an.

## Partner- und Mitgliedschaften
Kooperationspartner sind neben der Hochschule Mittweida die Schwabendeal GmbH, das Innenministerium Baden-Württemberg, die SV SparkassenVersicherung, der Social Media Club Stuttgart, die Allianz SE, die IHK Stuttgart, die MFG Filmförderung, die Medien- und Filmgesellschaft Baden-Württemberg, das Bundesministerium für Arbeit und Soziales (BMAS) und Autodesk. Angegliedert an die Akademie sind das studentische Tonstudio, das Fotostudio und die studentische Werbeagentur Sandbox.
Die Akademie ist Mitglied im Verband Deutscher Privatschulverbände sowie in der Arbeitsgemeinschaft für berufliche Fortbildung Stuttgart. Im Jahre 1995 wurde der Förderverein media akademie e. V. gegründet. Hierdurch konnten Vergaben von Leistungsstipendien und internationale Kooperationen wie das Bildungsnetzwerk Educ-net in der Medienwirtschaft, ein europaweites Bildungsnetzwerk, das im Rahmen der europäischen Gemeinschaftsinitiative EQUAL entstand, ins Leben gerufen werden. Kooperationspartner dieses Projektes sind unter anderem die Hochschule NHTV Breda, der Trades Union Congress und die IHK Stuttgart. In den Jahren 2006 und 2007 wurde das Projekt CATIA Spezialist in Zusammenarbeit mit dem Wirtschaftsministerium Baden-Württemberg, der Europäischen Union, Schwindt CAD/CAM Technologie und der media akademie e.V. realisiert. Hierbei wurden kleine und mittlere Unternehmen bei der Anpassung an CATIA V5 unterstützt.
Außerdem fördert das Comenius-Programm und die Leonardo (EU)-Mobilität (Praktikumsprogramm mit der Schule Haapaveden Opisto in Finnland) die grenzübergreifende berufliche Bildung und den interkulturellen Europa-Austausch der Schüler.

## Studium
- Angewandte Medien (Bachelor of Arts) mit verschiedenen Fachvertiefungen:
  - Digital Design und Management
  - Kommunikationsmanagement / PR
  - Media Acting und Moderation
  - Musik- und Konzertmanagement
  - Visual Media Production

## Ausbildung und Umschulung
- Mediengestalter Digital und Print (IHK)
- Mediengestalter Bild und Ton (IHK)
- Technischer Produktdesigner (IHK)
- Staatlich geprüfter Erzieher

## Weiterbildung
- CAD/Catia
- DTP und Webdesign
- Film und Fernsehen

## Abschlüsse
Allen Absolventen der akkreditierten Studienakademie wird der akademische Grad Bachelor of Arts beziehungsweise Master of Arts verliehen. Die Ausbildungen und Umschulungen schließen mit einer IHK-Abschlussprüfung und einem media Diplom ab.

## Fachbeirat
Der Fachbeirat ist das entscheidende Gremium für die Zulassung zu den Bachelor- und Masterstudiengängen der Akademie. Zudem ist der Fachbeirat auch für die Weiterentwicklung der Lehre und das Studium an der Akademie verantwortlich.